# Varbó
Varbó es un pueblo húngaro perteneciente al distrito de Miskolc, condado de Borsod-Abaúj-Zemplén.

## Superficie
Cuenta con una superficie de 25,88 km².

## Demografía
Hasta 2024 la población era de 1002 habitantes, con una densidad de población de 38,71 hab/km².
| Gráfica de evolución demográfica de Varbó entre 2020 y 2024 |
|                                                             |
| Datos según la Oficina Central de Estadística de Hungría.   |